# Desaparecidos
Desaparecidos (spanisch; die Verschwundenen, spanische Aussprache [des.a.pa.ɾe.ˈθi.ð̞os], in Lateinamerika [des.a.pa.ɾe.ˈsi.ð̞os]) ist eine in vielen Ländern Mittel- und Südamerikas übliche Bezeichnung für Menschen, die von staatlichen oder quasi-staatlichen Sicherheitskräften heimlich verhaftet oder entführt und anschließend gefoltert und ermordet wurden. In Anlehnung an diese ursprüngliche Bedeutung wird der Begriff in jüngerer Zeit auch zunehmend in Spanien für Opfer der Franco-Diktatur verwendet.
Der Begriff erklärt sich aus der von den 1960er- bis in die 1990er-Jahre üblichen Praxis der Militärdiktaturen vor allem in Argentinien, Brasilien, Chile, Paraguay, Peru, Guatemala, El Salvador und Uruguay, politische Gegner bzw. auch nur missliebige Personen verschwinden zu lassen. Dabei werden die Opfer verhaftet oder entführt und an einen geheim gehaltenen Ort gebracht. Die Angehörigen und die Öffentlichkeit erfahren nichts über das plötzliche „Verschwinden“ und über den Aufenthaltsort des Verschwundenen. Die Opfer werden meist nach kurzer bis mehrmonatiger Haft, in der sie in der Regel schwer gefoltert werden, ohne gerichtliches Verfahren umgebracht und die Leichen beseitigt. Da die Ermordung in der Regel streng geheim gehalten wird und staatliche Behörden jegliche Beteiligung strikt abstreiten, verbleiben die Verwandten oft jahrelang in einem verzweifelten Zustand zwischen Hoffnung und Resignation, obwohl das Opfer häufig bereits wenige Tage oder Wochen nach seinem Verschwinden getötet wurde.
Nach Schätzungen von Menschenrechtsorganisationen ließen die lateinamerikanischen Militärdiktaturen in den 1970er- und 1980er-Jahren im Rahmen sogenannter „schmutziger Kriege“ insgesamt rund 35.000 Menschen auf diese Weise dauerhaft „verschwinden“. Die strafrechtliche Aufarbeitung dieser Verbrechen kam in vielen der Länder erst ab etwa den 2000er-Jahren in Gang und dauert bis heute an.

## Geschichtliche und politische Einordnung
Das Verschwindenlassen von politischen Gegnern wurde und wird nach wie vor in vielen – meist autoritär oder diktatorisch regierten – Ländern weltweit praktiziert. Die Fälle in den südamerikanischen Ländern zeichnen sich vor allem dadurch aus, dass das Phänomen in einer relativ kurzen Zeitperiode in der Mehrzahl der Länder Südamerikas auftrat und die betroffenen Staaten von rechtsgerichteten Militärdiktaturen ähnlichen Typs regiert wurden. Zudem arbeiteten mindestens sechs dieser Länder – mit erwiesener, jedoch bis heute nicht vollständig aufgeklärter Unterstützung der USA – im Rahmen der multinationalen Geheimdienstoperation Operation Condor zusammen, bei der sie sich gegenseitig bei der Verfolgung und illegalen Tötung politischer Gegner halfen. Das erzwungene „Verschwindenlassen“ von Menschen ist seit 2002 im internationalen Recht als Verbrechen gegen die Menschlichkeit definiert.
In den 1980er- und 1990er-Jahren endete nach und nach die Ära der lateinamerikanischen Militärdiktaturen, die fast durchweg von den USA unterstützt worden waren. Das zuvor an den Desaparecidos begangene Unrecht wurde unter dem Druck der immer noch mächtigen Militärs in den jungen Demokratien lange Zeit nur ineffizient oder gar nicht juristisch verfolgt, was zu erheblicher Enttäuschung und Verbitterung bei den Hinterbliebenen führte. Erst ab den 2000er-Jahren hat in mehreren Ländern eine effektive juristische Aufarbeitung begonnen, es wurden eine Vielzahl von Gerichtsverfahren eröffnet und mittlerweile viele damalige Täter zu langen Gefängnisstrafen verurteilt – darunter eine Reihe von Folterern aus den unteren Rängen des Militärs, aber auch mehrere damals kommandierende Junta-Generäle. Der Aufarbeitungsprozess ist nicht abgeschlossen, viele Strafprozesse sind heute noch in Gang. Manche ältere Täter, meist aus den damals höheren Rängen, konnten durch Altersgebrechlichkeit oder Tod einer Bestrafung entgehen, etwa der ehemalige chilenische Diktator Augusto Pinochet.

## Hintergründe

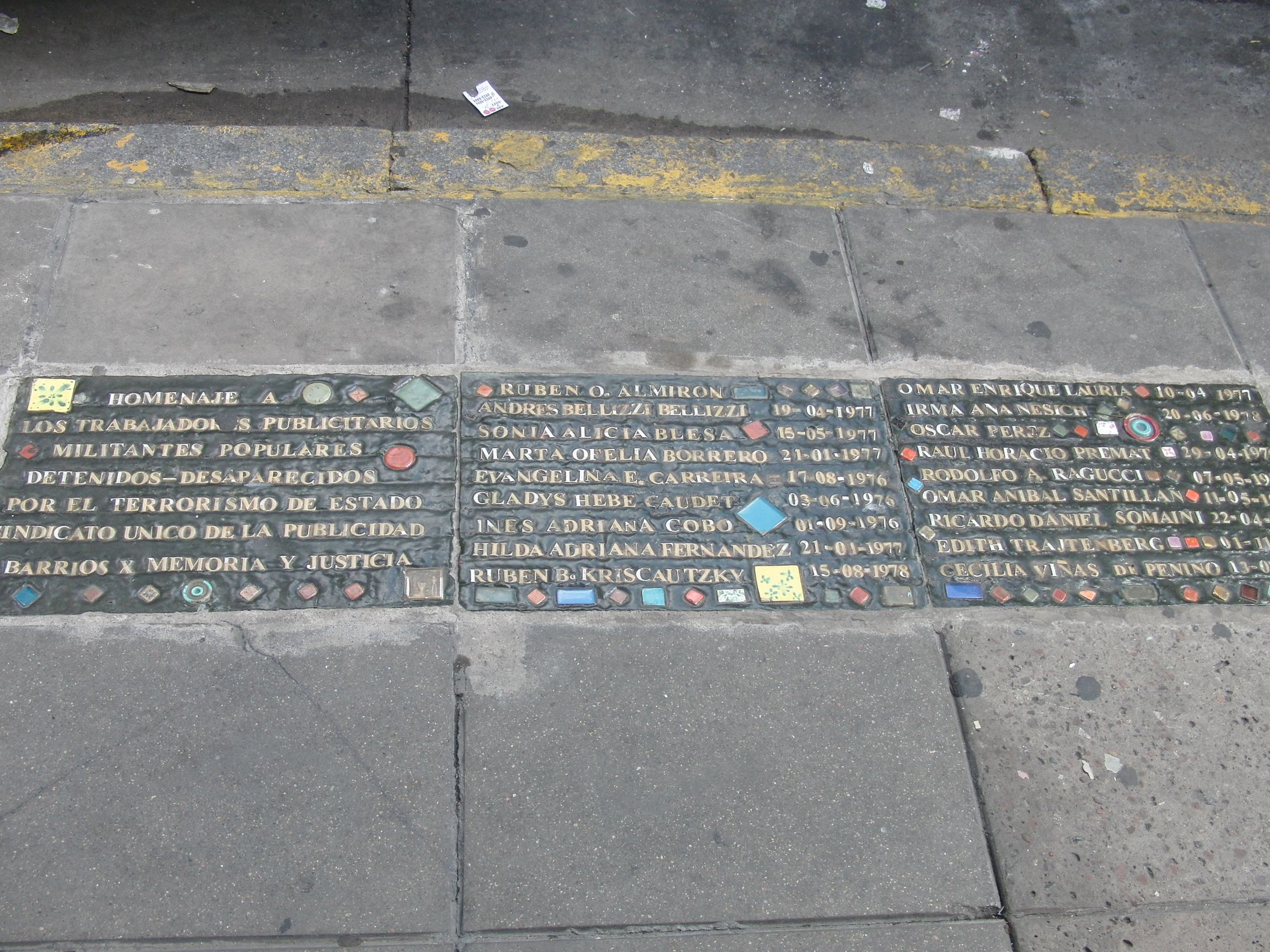
Gedenkstein an „Desaparecidos“ (Verschwundene) in einer Straße in Buenos Aires

In der zweiten Hälfte des 20. Jahrhunderts stützten viele der lateinamerikanischen Militärdiktaturen ihre gewaltsame Unterdrückungspraxis auf eine neue, unter strenger Geheimhaltung durchgeführte und als Verschwindenlassen oder Erzwungenes Verschwinden (desaparición forzada) bezeichnete Technik der Repression. Sie löste das vormals quasi offiziell durchgeführte Foltern und Ermorden von Regimegegnern weitgehend ab. Grundlage war die auch von US-amerikanischen Militärstrategen propagierte Doktrin der Nationalen Sicherheit, die den zu vernichtenden Feind als inmitten der Gesellschaft (enemigo interno) definierte. Somit wurde der Kreis der vermeintlichen Staatsfeinde von bewaffneten, in Guerillaverbänden oder kommunistischen Bewegungen organisierten Gruppen auf große Teile der Bevölkerung ausgeweitet. Diese Neudefinition des Begriffs des Staatsfeinds auf jede beliebige subversive Person, die dem jeweiligen Regime nicht genehm war, lief auf eine repressive Durchdringung der gesamten Gesellschaft hinaus, bei der fast jeder zum Opfer werden konnte. Als besonders bezeichnend für die Konsequenzen dieser Strategie gilt ein Zitat des Gouverneurs der Provinz Buenos Aires von 1977, General Ibérico Saint Jean:

«Primero mataremos a todos los subversivos, luego mataremos a sus colaboradores, después […] a sus simpatizantes, enseguida […] a aquellos que permanezcan indiferentes y finalmente mataremos a los tímidos»

„Erst werden wir alle Subversiven töten, dann ihre Kollaborateure, danach ihre Sympathisanten, danach die Unentschlossenen und schließlich die Zaghaften“

In Argentinien bezeichneten die Machthaber ihr Vorgehen als schmutzigen Krieg (guerra sucia) gegen die sogenannte Subversion. Die Anfänge der Taktik des Verschwindenlassens in Lateinamerika fanden sich Mitte der 1950er-Jahre nach dem von der CIA organisierten Putsch gegen Präsident Guzman in Guatemala. Sie wurde dort fast kontinuierlich bis etwa zur Jahrtausendwende praktiziert.
In einem Text der Heinrich-Böll-Stiftung wurde die Thematik wie folgt beschrieben:

„Ideologisch aufgerüstet mit der auch von den USA inspirierten Doktrin der Nationalen Sicherheit begründeten die lateinamerikanischen Militärs seit den 1960er-Jahren ihren Anspruch auf eine zentrale Rolle in Staat und Gesellschaft. Sie sahen sich als einzige Kraft, die in der Lage sei, den Nationalstaat zu führen. Die Militärdiktaturen übernahmen die Kontrolle über die nationale Entwicklung und die Innere Sicherheit. Legitimiert wurde dies mit dem Konstrukt eines „inneren Feindes“, der zur Verteidigung der „nationalen Interessen“ physisch vernichtet und zu dessen Bekämpfung weite Teile der Bevölkerung kontrolliert werden mussten.“

Siehe für weitere Hintergründe auch: Beziehungen zwischen Lateinamerika und den Vereinigten Staaten#1970er Jahre: Die Ära der Juntas

## Festnahme, Folter und Ermordung

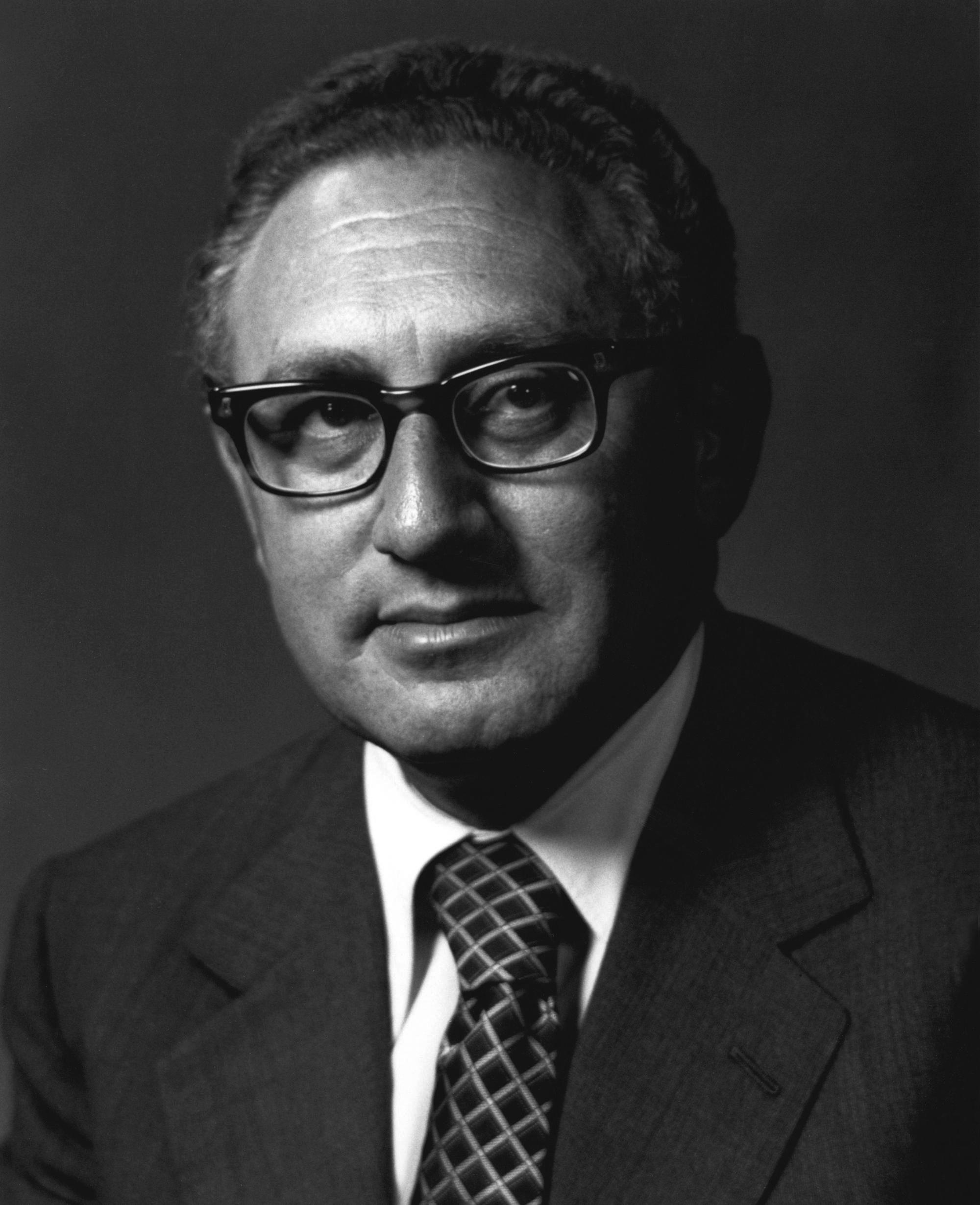
US-Außenminister Henry Kissinger sagte Vertretern der argentinischen Militärdiktatur 1976, dass er hoffe, dass sie ihr „Terrorismusproblem so schnell wie möglich unter Kontrolle bringen“ würden. Der argentinische Außenminister, der mit scharfer Kritik gerechnet hatte, war danach in „euphorischer Stimmung“. In den nächsten sieben Jahren ermordeten die Militärs bis zu 30.000 Menschen, die sie überwiegend spurlos verschwinden ließen.

In der Praxis bedeutete Verschwindenlassen, dass Menschen aus Alltagssituationen oder nachts durch anonym bleibende Mitglieder von Sicherheitskräften (Militär, Geheimpolizei, Geheimdienste) ohne Angabe von Gründen verhaftet wurden – dabei wurde meist auf schnelle, unauffällige Durchführung und Geheimhaltung der Verhaftung geachtet, so dass die Gründe für das „Verschwinden“ des Menschen für seine Angehörigen unbekannt blieben. Da diese nicht wussten, ob und welche Staatsorgane ihre Familienmitglieder gefangen hielten, bzw. ob diese nicht vielleicht tatsächlich aus anderen Gründen „verschwunden“ waren, begann für die Suchenden häufig eine verzweifelte Odyssee durch Polizeistationen, Krankenhäuser und Gefängnisse. Dabei ist anzumerken – zum Verständnis der Situation der Angehörigen –, dass etwa die argentinische Diktatur bis zum Ende ihrer Herrschaft konsequent leugnete, auch nur irgendetwas mit dem Verschwinden dieser Menschen zu tun zu haben. Da die Gerichte ebenfalls Handlanger der jeweiligen Diktaturen waren, waren die Angehörigen gegen diese Praxis völlig machtlos und konnten oft nach jahrelanger Suche nur resignieren, wenn nicht irgendwann die Leiche des Opfers gefunden oder es in seltenen Fällen schließlich doch freigelassen wurde. In Argentinien kam es häufig vor, dass den Eltern junger Männer in Behörden mit einem Augenzwinkern erzählt wurde, dass ja bekannt sei, dass junge Männer sich oft ins Ausland absetzen würden, wenn sie „aus Versehen“ eine Frau geschwängert hätten.
In der Regel wurden die Entführten mehrere Tage in Militärstützpunkten oder zivilen Orten wie etwa stillgelegten Autowerkstätten inhaftiert und gefoltert, bis sie getötet wurden. Dadurch verfügte man über eine beliebige Zahl an Informanten, durch deren Verhör unter Folter neue Namen von Verdächtigen generiert wurden. Der Staat konnte über Tod oder Leben des vermeintlichen Feindes verfügen, ohne sich langwierigen juristischen Prozessen widmen oder national und international politisch verantworten zu müssen. Die Leichen der Verschwundenen wurden entweder in anonymen, geheimen Massengräbern vergraben (etwa in Chile), ins Meer (Argentinien), in Vulkane (Nicaragua) oder in Flüsse geworfen oder entlang von Straßen, in Universitätsgebäuden, Schornsteinen und anderen öffentlichen Orten hinterlassen. In Argentinien war die Technikschule der Marine (Escuela Superior de Mecánica de la Armada) in Buenos Aires eines der Hauptzentren der Repression. Nach Schätzungen wurden dort etwa 5000 Menschen gefoltert und anschließend – mit Ausnahme von etwa 200 Überlebenden – ermordet.
Der argentinische Schriftsteller Rodolfo Walsh schrieb schon 1977 zum ersten Jahrestag der argentinischen Diktatur aus dem Untergrund in seinem Offenen Brief eines Schriftstellers an die Militärjunta:

„15 000 Verschwundene, 10 000 Gefangene, 4000 Tote, Zehntausende, die aus dem Land vertrieben worden sind – dies sind die nackten Zahlen dieses Terrors. Als die herkömmlichen Gefängnisse überfüllt waren, verwandelten Sie die größten militärischen Einrichtungen des  Landes in regelrechte Konzentrationslager, zu  denen  kein  Richter,  kein Rechtsanwalt, kein Journalist, kein internationaler Beobachter Zugang hat. Die Anwendung des Militärgeheimnisses, für die Untersuchung all der Fälle als unumgänglich erklärt, macht die Mehrzahl der Verhaftungen de facto zu Entführungen, was Folter ohne jede Einschränkung und Hinrichtungen ohne Gerichtsurteil ermöglicht.“

Am 17. Mai 1978 veröffentlichte die Tageszeitung La Prensa (Buenos Aires) das Ergebnis der Nachforschungen der 1975 gegründeten Ständigen Versammlung für die Menschenrechte (Asamblea Permanente por los Derechos Humanos): eine Liste mit 2515 Namen von „Verschwundenen“. Bei 1318 dieser „Verschwundenen“ hatten die Behörden den Verwandten, die nach dem Aufenthaltsort der Verhafteten gefragt hatten, offiziell mitgeteilt, dass sie über deren Verbleib nichts wüssten. Zu den übrigen 1197 Frauen und Männern gab es keine Antwort der Behörden, doch deutete in der Dokumentation dieser Fälle durch die Ständige Versammlung für die Menschenrechte alles darauf hin, dass sie „abgeholt“ worden waren.
Wie durch die Aussagen ehemaliger Militärangehöriger bekannt wurde, wurden viele argentinische Verschwundene lebend und nackt aus Militärflugzeugen über dem offenen Meer abgeworfen, nachdem sie vorher mit Drogen betäubt worden waren. Regelmäßig jeden Mittwoch startete ein Flugzeug mit zehn bis fünfzehn Gefangenen an Bord. Etwa 2000 Personen sollen durch diese „Todesflüge“ (Vuelos de la muerte) in zwei Jahren ums Leben gekommen sein. Die argentinische Öffentlichkeit reagierte besonders schockiert auf Berichte, denen zufolge die Täter regelmäßig von Militärpfarrern seelisch betreut wurden. Diese hatten die Taten als „humane und christliche Todesart“ verharmlost. Die Vorgänge kamen 1996 durch ein Buch des bekannten argentinischen Journalisten Horacio Verbitsky ans Licht, das auf Interviews mit dem ehemaligen Marineangehörigen Adolfo Scilingo beruhte. Scilingo wurde 2005 von einem spanischen Gericht zu einer langjährigen Haftstrafe verurteilt, unter anderem auf Grundlage seiner Aussagen gegenüber Verbitsky. Während des Prozesses leugnete er die Taten und bezeichnete sich als unschuldig.
Zu einer detaillierten Darstellung der chilenischen Situation siehe Folter in Chile.

## Psychische Zerstörung

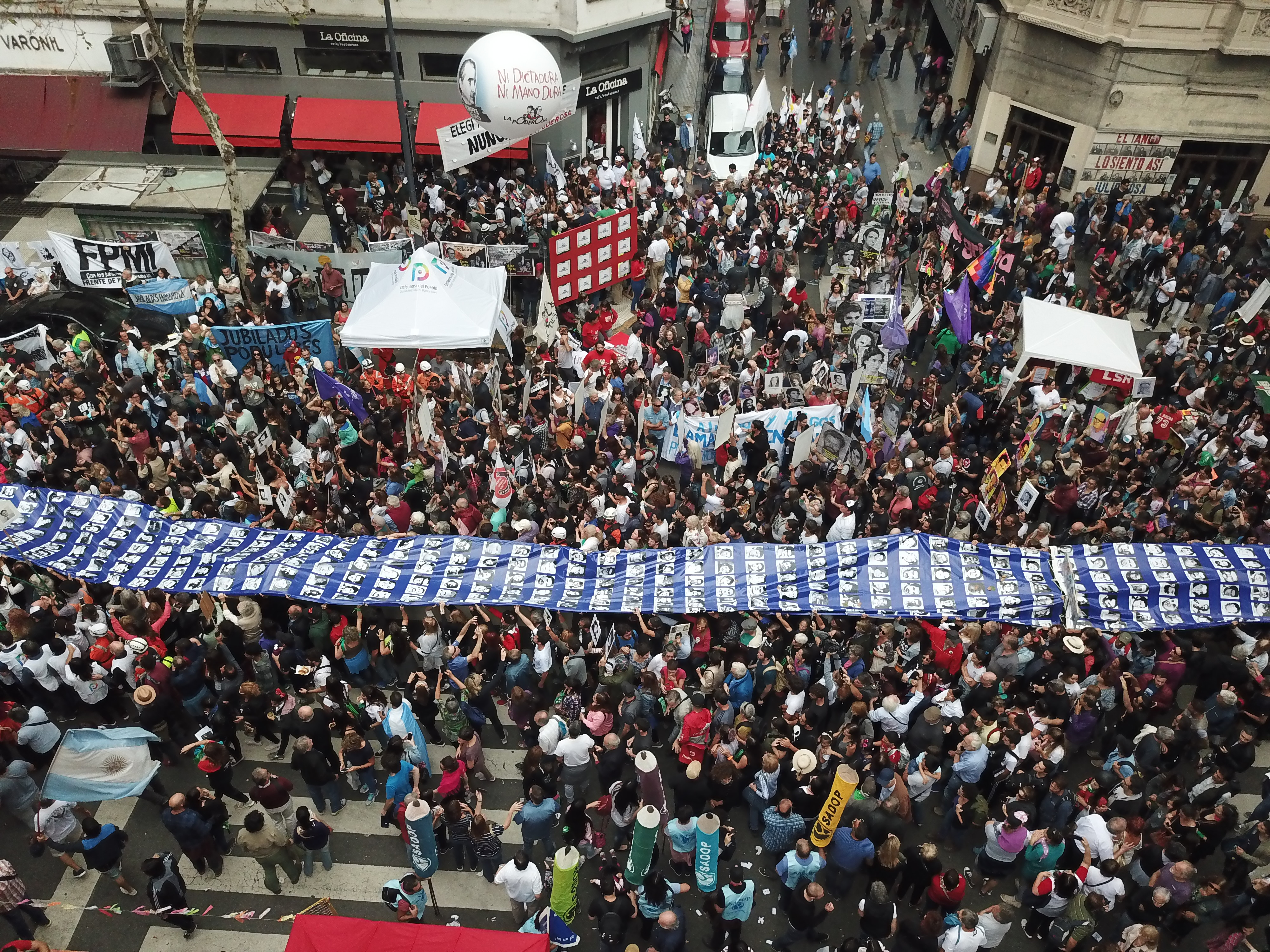
Gedenkmarsch mit Fotos von Verschwundenen zum Anlass des dreißigsten Jahrestages des Militärputsches in Argentinien, 24. März 2019.

Besonders belastend für die Angehörigen und Freunde der Opfer war die Mauer des Schweigens, die sich um die Entführten bildete: In Krankenhäusern, Gefängnissen und Leichenhallen wurde den suchenden Angehörigen mitgeteilt, es sei nichts über das Schicksal der Verschwundenen bekannt. In nicht wenigen Fällen hieß es, der Gesuchte sei wahrscheinlich mit einer anderen Frau durchgebrannt oder hätte seine Familie im Stich gelassen, um sich in die USA abzusetzen. Es vergingen Tage, Wochen, Monate und schließlich Jahre der Ungewissheit, in denen die Angehörigen in einem unheimlichen Schwebezustand verharrten. Ehemalige Freunde und Bekannte grüßten nicht mehr auf der Straße aus Angst, mit der betroffenen Familie in Verbindung gesetzt zu werden. Familienmitglieder zweiten Grades leugneten ihre Verwandtschaft zum Verschwundenen; in einigen Fällen versuchten sogar die unmittelbaren Angehörigen, das Schicksal ihres Verschwundenen zu verheimlichen, um nicht gesellschaftlich isoliert zu werden. Im Laufe der Zeit wurde es immer unwahrscheinlicher, dass die Verschwundenen lebend wieder auftauchen würden, und dennoch war es psychisch unmöglich, den Verlust der Angehörigen trauernd zu verarbeiten: Würde der Tod des Verschwundenen angenommen und ein Prozess von Trauer, Tröstung und schließlich Lösung eingeleitet, würden sich die Überlebenden gleichsam des Verrats an dem womöglich noch Lebenden schuldig machen. Hinzu kommt, dass ein Neubeginn für viele Partner Verschwundener unmöglich war, da sie offiziell nicht verwitwet waren.
Ein Verschwundener ist kein einfacher politischer Gefangener und ebenso wenig ein Toter, obwohl es Fälle gegeben hat, in denen Leichen gefunden wurden, für die sich jedoch niemand verantwortlich gezeigt hat. Das Verschwindenlassen unterscheidet sich vom heimlichen Mord, da mit dem Verschwinden des Körpers des Opfers gleichzeitig der Beweis verschwindet. Verschwunden zu sein bedeutet nicht, tot zu sein. Mitglieder von Angehörigenorganisationen fordern daher die Exhumierung von heimlichen Massengräbern, in der Hoffnung darauf, die Knochen und Gebeine ihrer Geliebten finden und angemessen bestatten zu können.

## Koordiniertes Vorgehen

Teilnehmer der staatsterroristischen, multinationalen Geheimdienstoperation Operation Condor
Grün: Teilnehmende Staaten,
Hellgrün: Teilweise beteiligte Staaten,
Blau: Unterstützende Staaten. Bis heute ist die Rolle der USA nicht annähernd vollständig aufgeklärt.

Diese Vorgehensweise gegen jede Art von „Regimegegnern“ wurde im Rahmen der sogenannten Operation Condor durch die Geheimdienste von sechs südamerikanischen Ländern grenzüberschreitend organisiert. Eine nicht annähernd vollständig aufgeklärte, aber nach einer Vielzahl von veröffentlichten Regierungsdokumenten als gesichert geltende Rolle als Berater und Unterstützer spielten dabei der amerikanische Geheimdienst CIA (siehe auch School of the Americas) und französische Militärberater.

### Der Einfluss der „Französischen Doktrin“
Die französische Journalistin Marie-Monique Robin hat umfangreich darüber publiziert, dass die der staatlichen Unterdrückung zu Grunde liegenden Techniken teilweise auf der sogenannten französischen Doktrin beruhten, die in den 1950er-Jahren vom französischen Militär für den Algerienkrieg entwickelt worden waren. Sie wurden demnach ab 1959 nach Lateinamerika exportiert, wo sie in den 1970er-Jahren zuerst im großen Stil in den Militärdiktaturen in Chile und Argentinien Anwendung fanden. Französische Militär- und Geheimdienstberater spielten demnach auch eine zentrale Rolle bei der Ausbildung einiger der an der Operation Condor beteiligten Geheimdienste in verschiedenen Unterdrückungsmethoden.

### Die Rolle Henry Kissingers
Vor allem dem US-Sicherheitsberater (1969–1973) und Außenminister (1973–1977) Henry Kissinger wird aufgrund von Dokumenten vorgeworfen, dass er die Operation Condor und ähnliche Aktivitäten aktiv unterstützt habe, da er in den lateinamerikanischen Ländern kommunistische Revolutionen fürchtete (Domino-Theorie) und die diktatorischen Machthaber als Verbündete der USA im Kampf gegen den Kommunismus ansah. Unter Kissinger als Sicherheitsberater spielten die USA auch eine bis heute nicht vollständig aufgeklärte Rolle beim Putsch in Chile 1973, der von der CIA zumindest stark gefördert wurde.
Die argentinische Militärjunta glaubte, sie hätte die Billigung der USA, im Namen einer nationalen Sicherheitsdoktrin massiv Gewalt gegen politische Gegner anzuwenden, um deren „Terrorismus“ zu bekämpfen. Dies beruhte unter anderem auf einem Treffen des argentinischen Außenministers Admiral Guzzetti mit Kissinger im Juni 1976, wobei dieser wider Erwarten zustimmende Signale zu einem harten Vorgehen zur Lösung des „Terrorismus-Problems“ gegeben hatte. Dies wurde offensichtlich als Freibrief für Terror gegen Oppositionelle verstanden. Robert Hill, der Botschafter der USA in Argentinien, beschwerte sich in Washington über die „euphorische Reaktion“ des Argentiniers nach dem Treffen mit Kissinger. Guzzetti hatte danach den anderen Regierungsmitgliedern berichtet, nach seinem Eindruck würde es den USA nicht um Menschenrechte gehen, sondern darum, dass die ganze Sache „schnell gelöst“ würde. Die Militärjunta lehnte in der Folge Eingaben der US-Botschaft bezüglich der Einhaltung der Menschenrechte ab und verwies zur Begründung auf Kissingers „Verständnis“ für die Situation. Hill schrieb nach einem weiteren Treffen der beiden:

„[Der argentinische Außenminister] Guzzetti wandte sich an die USA in der vollen Erwartung, starke, deutliche und direkte Warnungen zur Menschenrechtspraxis seiner Regierung zu hören; stattdessen kam er in einem jubilierenden Zustand (orig.: „state of jubilation“) nach Hause, überzeugt von der Tatsache, dass es mit der US-Regierung kein echtes Problem in dieser Sache gäbe.“

## Kindsraub und Zwangsadoptionen
In Argentinien war es gängige Praxis, in der Haft geborene Kinder von verschleppten und später umgebrachten Frauen an kinderlose Offiziersfamilien zu geben. Nach dem Ende der Diktatur 1983 versuchten viele Großeltern und verbliebene Elternteile, diese Kinder wiederzufinden. Die Organisation Großmütter der Plaza de Mayo schätzt, dass es in Argentinien insgesamt etwa 500 von den Schergen der Diktatur geraubte und dann im Geheimen zur Adoption freigegebene Kinder gibt. In mindestens 128 Fällen wurden bis zum Jahr 2018 während der Militärdiktatur verschwundene Kinder an Elternteile oder rechtmäßige Familien zurückgegeben. Die Bemühungen dauern an. Die Konfrontation mit ihrer wahren Herkunft ist für die mittlerweile erwachsenen Kinder meist ein sehr schmerzhafter Prozess – auch deswegen, weil ihre vermeintlichen Väter nicht selten an der Folterung und Ermordung ihrer tatsächlichen, leiblichen Eltern beteiligt waren. Einige dieser mittlerweile erwachsenen Kinder haben die Organisation Hijos gegründet, die sich für eine harte Strafverfolgung der damaligen Täter einsetzt, ohne Rücksicht auf deren heute meist sehr fortgeschrittenes Lebensalter.

## Widerstand

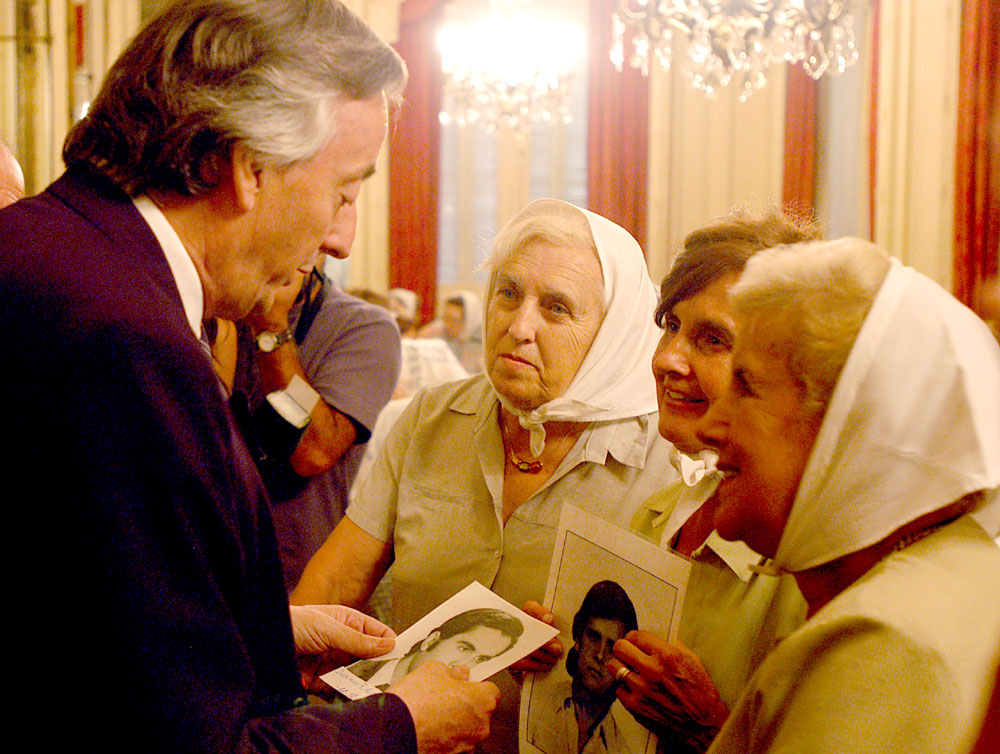
Im Jahr 2005 trafen einige der Mütter den damaligen argentinischen Präsidenten Néstor Kirchner.

Mütter von Verschwundenen gründeten in Argentinien 1977 eine der wenigen offenen Oppositionsgruppen gegen die Militärdiktatur, die Madres de Plaza de Mayo. Die Mütter demonstrierten über Jahre jede Woche immer donnerstags auf dem belebten Platz vor dem argentinischen Regierungssitz in Buenos Aires und forderten Rechenschaft von der Regierung. Die Teilnehmerinnen wurden wiederholt vom Militär bedroht und waren Opfer von Repressionen und Verhaftungen. Eine der Vorsitzenden der Vereinigung erklärte später, dass sie zunächst naiv geglaubt hätten, dass der in Argentinien verbreitete Machismo sie schütze und sie als ältere Frauen von den Militärs nicht als Bedrohung ernst genommen würden. Erste Entführungen, darunter vor allem das spurlose Verschwinden der Gründerin Azucena Villaflor de Vincenti, enttäuschten diese Erwartung.

## Zahl der Opfer

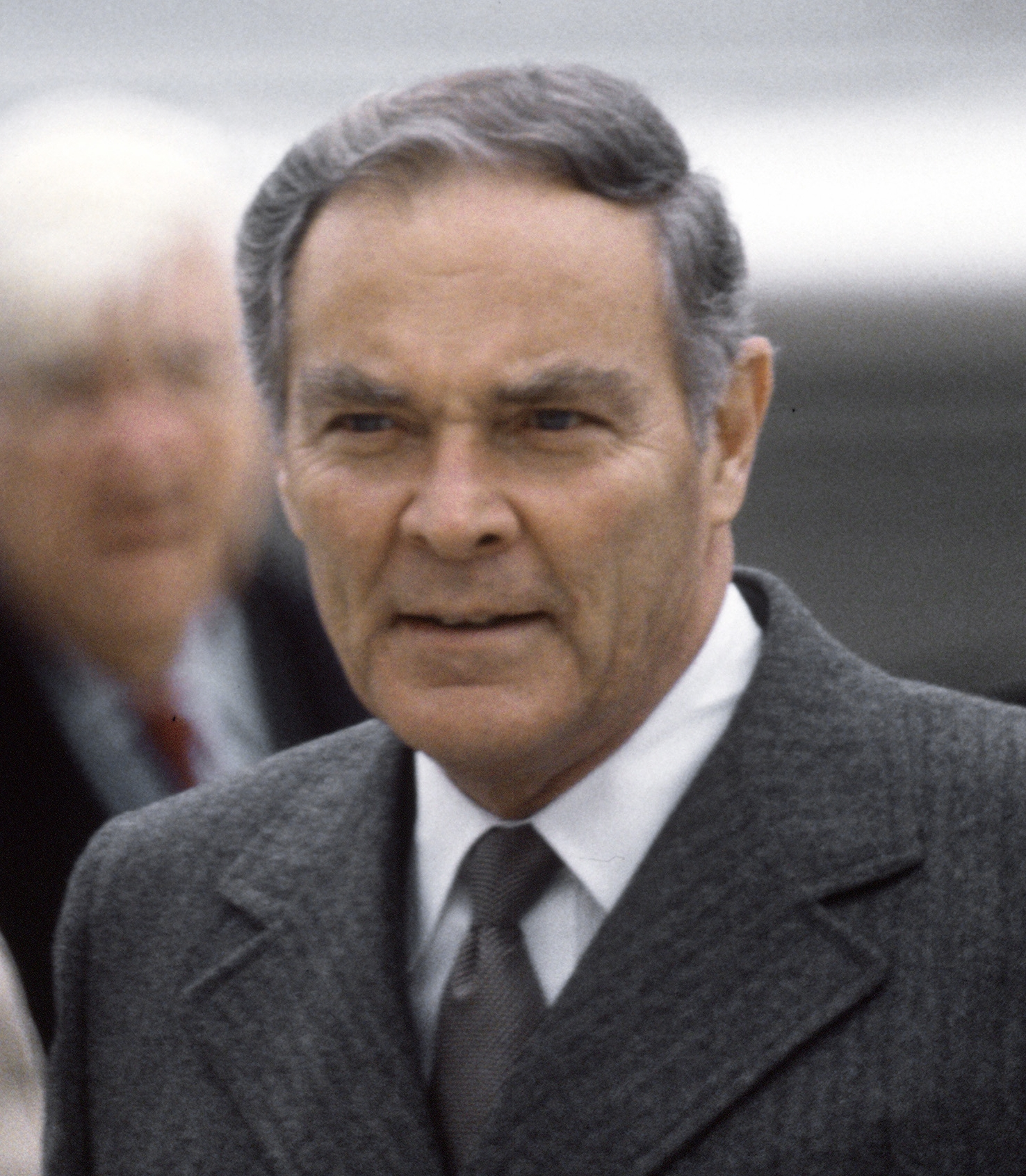
Ronald Reagans Außenminister Alexander Haig erklärte Mittelamerika 1981 zum „Testfeld des Kalten Krieges“. Binnen weniger Jahre danach brachte die US-gestützte Militärdiktatur in El Salvador etwa 40.000 Oppositionelle um, rund 0,8 Prozent der Bevölkerung, von denen viele „verschwanden“.

Die Schätzungen über die Zahl der dauerhaft Verschwundenen variieren je nach Quelle. In Chile kam die sogenannte Rettig-Kommission 1991 zu dem Ergebnis, dass 2.950 Menschen während des Pinochet-Regimes ermordet wurden bzw. dauerhaft verschwanden. In Argentinien konnten die Morde an circa tausend Menschen im Detail bewiesen werden; die Zahl der während der Diktatur dauerhaft verschwundenen – also mit großer Sicherheit ermordeten – Menschen wurde in Schätzungen der staatlichen Untersuchungskommission CONADEP mit etwa 9.000 und von Menschenrechtsgruppen mit etwa 30.000 angegeben (siehe Weblinks). Die peruanische Kommission für Wahrheit und Versöhnung gab für die Zeit von 1980 bis 2000 69.280 gewaltsam Verschwundene und Ermordete an. Für etwa 41 % der Opfer waren demnach paramilitärische Gruppen und die Regierung verantwortlich, während die linksextreme Organisation Sendero Luminoso für etwa 54 % der Morde verantwortlich war. Nach Schätzungen von Menschenrechtsorganisationen beträgt die Zahl der Verschwundenen in Guatemala etwa 45.000.
In Guatemala herrschte in der zweiten Hälfte des 20. Jahrhunderts ein fast permanenter Bürgerkrieg, dem insgesamt etwa 150.000 bis 250.000 Menschen zum Opfer fielen, vor allem bei Massakern der Armee oder rechtsgerichteter paramilitärischer Truppen an indigenen Ureinwohnern.
Die Gesamtbilanz der lateinamerikanischen Repressionspolitik in den 1970er- und 1980er-Jahren liegt nach Schätzungen von Menschenrechtsorganisationen bei etwa 50.000 Ermordeten, 35.000 Verschwundenen und 400.000 Gefangenen.

## Juristische Aufarbeitung

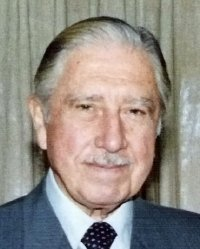
Der chilenische Ex-Diktator Augusto Pinochet wurde 1998 in London auf Betreiben des spanischen Untersuchungsrichters Baltasar Garzón verhaftet, aber dann nach politischem Druck und wegen seines „schlechten Gesundheitszustands“ wieder freigelassen.

Für eine detaillierte Abhandlung über die strafrechtlichen Aspekte und die Weiterentwicklung des internationalen Rechts siehe entsprechende Abschnitte im Artikel Verschwindenlassen.
Bereits wenige Monate nach der Rückkehr zur Demokratie setzte der neugewählte Präsident Chiles, Patricio Aylwin, Mitte 1990 eine Wahrheits- und Versöhnungskommission ein. Sie sollte die zwischen 1973 und 1989 begangenen Menschenrechtsverletzungen, darunter die politischen Morde und den Verbleib von Verschwundenen (Desaparecidos) aufklären. Da der Einfluss des Militärs im Land nach wie vor groß war, wurde Aylwin in seiner Aufarbeitungspolitik zu Zurückhaltung gezwungen; eine strafrechtliche Ahndung der Verbrechen wäre den Streitkräften nicht zu vermitteln gewesen.
Die juristische Aufarbeitung dieser Verbrechen zieht sich in fast allen betroffenen Ländern bis heute hin bzw. ist teilweise erst seit wenigen Jahren in Gang gekommen. Dies liegt unter anderem daran, dass beim Übergang der betroffenen Länder zur Demokratie häufig die Täter schützende Amnestiegesetze (siehe etwa das argentinische Schlussstrichgesetz und den Fall Pinochet) erlassen worden waren, die das Militär als Bedingung für den Übergang zur Demokratie gefordert hatte. Teilweise wurden diese Gesetze erst in jüngster Zeit wieder abgeschafft, was die Möglichkeit zur Strafverfolgung der Verantwortlichen eröffnete. So wurde etwa der erste argentinische Junta-Chef Jorge Rafael Videla erst im Dezember 2010 wegen zahlreicher damaliger Verbrechen erneut verurteilt. Die Schwierigkeiten bei der Strafverfolgung haben auch dazu beigetragen, dass das Völkerrecht entsprechend weiterentwickelt wurde. So können derartige Verbrechen mittlerweile international strafrechtlich verfolgt werden, siehe Internationaler Strafgerichtshof. Insbesondere wurde das systematische Verschwindenlassen von Menschen explizit als Verbrechen gegen die Menschlichkeit eingestuft.
Die lateinamerikanische Menschenrechtsbewegung prägte in den 1970er Jahren den Begriff „erzwungenes Verschwindenlassen“. Die Verabschiedung der UN-Konvention gegen Verschwindenlassen, die am 20. Dezember 2006 von der UN-Generalversammlung angenommen wurde und seit dem 23. Dezember 2010 in Kraft ist, ist das Resultat eines mehr als 30 Jahre langen Bestrebens von Angehörigen von Desaparecidos und Menschenrechtsexperten, einen neuen Straftatbestand im Völkerrecht zu implementieren. Dabei ging es nicht zuletzt darum, den Begriff des Opfers auf Familienangehörige von verschwundenen Personen auszudehnen, um ihnen gewisse Rechte zu sichern.
Zu den zahlreichen Personen, die mittlerweile rechtskräftig verurteilt sind oder noch vor Gericht stehen, gehören neben diversen Generälen auch der ehemalige Chef der chilenischen Geheimpolizei Manuel Contreras sowie die argentinischen Offiziere Adolfo Scilingo, Miguel Ángel Cavallo und Alfredo Astiz.
Wegen seiner diversen Verstrickungen in menschenrechtsverletzende Aktivitäten und seiner vermuteten Rolle beim Militärputsch Pinochets in Chile ergingen auch mehrere gerichtliche Vorladungen in verschiedenen Ländern gegen Henry Kissinger, denen er allerdings nie nachgekommen ist. 2001 machte die brasilianische Regierung die Einladung für eine Rede in São Paulo rückgängig, weil sie die Immunität Kissingers nicht garantieren konnte. Ein Anwalt eines Opfers der Militärdiktatur in Uruguay forderte beispielsweise die Auslieferung des ehemaligen US-Außenministers und Friedensnobelpreisträgers an das südamerikanische Land. Kissinger drohte Strafverfolgung wegen (unter anderem) der oben genannten Vorgänge in mehreren – auch europäischen – Ländern, weshalb er nur noch selten die USA verließ.

## Verschwundene Deutsche

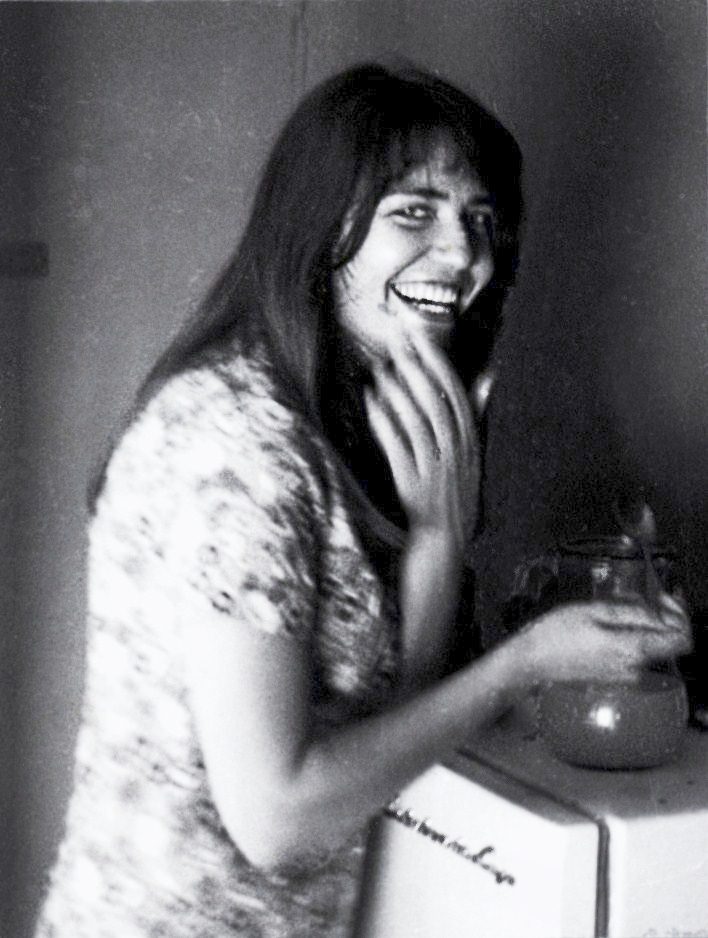
Die deutsche politische Aktivistin Elisabeth Käsemann wurde 1977 von argentinischen Soldaten entführt, gefoltert und ermordet, wie zehntausende argentinische Opfer der dortigen Militärdiktatur

Unter den Tausenden Opfern der Diktaturen befanden sich rund 100 Deutsche und Deutschstämmige. Die bekanntesten davon waren die als Sozialarbeiterin und politisch linke Aktivistin in Buenos Aires tätige Elisabeth Käsemann und der Austauschstudent Klaus Zieschank. Es laufen noch mehrere Gerichtsverfahren gegen Verantwortliche der Militärregierungen, die von den Angehörigen in Deutschland angestrengt wurden. Dabei gestaltet sich die juristische Aufarbeitung äußerst diffizil. Eine Rolle spielt dabei unter anderem die Strafbarkeit von im Ausland begangenen Verbrechen gegen die Menschlichkeit in Deutschland. Der Prozess um die Ermordung von Käsemann schrieb sogar Rechtsgeschichte, weil die Bundesrepublik Deutschland in Argentinien Klage gegen das dortige Gesetz zur Amnestie der Täter erhob.
Eine Strafanzeige der Angehörigen von dreizehn deutschstämmigen oder deutschen Opfern wurde im Jahr 2004 vom Oberlandesgericht Nürnberg abgewiesen, der Rechtsanwalt der Kläger hat dagegen Beschwerde eingelegt. Eine sich speziell dieser Thematik widmende Organisation ist die seit 1997 mit Sitz in Nürnberg tätige Koalition gegen Straflosigkeit.

## Kulturelle Aufarbeitung

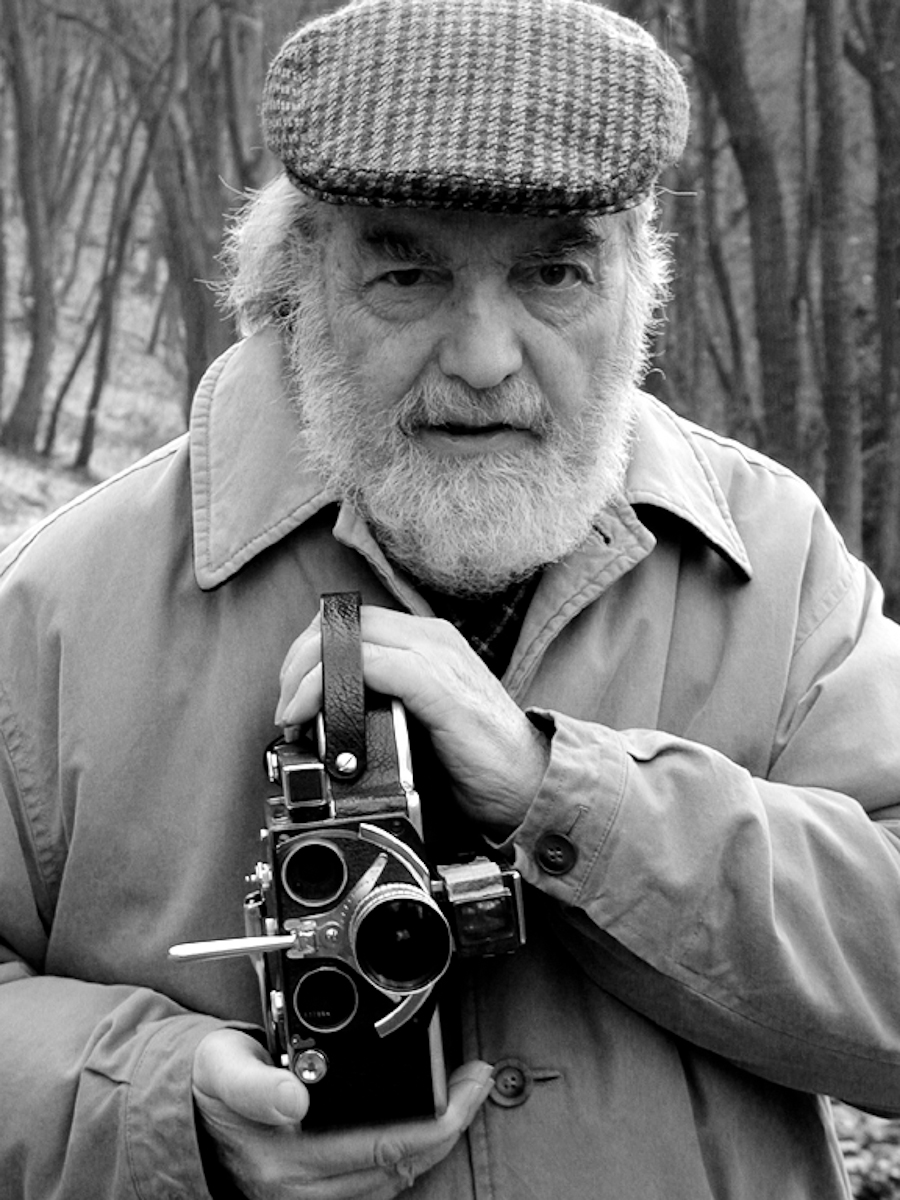
Der argentinische Schriftsteller, Drehbuchautor und Menschenrechtsaktivist Osvaldo Bayer drehte einen Dokumentarfilm über die in Argentinien ermordete Deutsche Elisabeth Käsemann.

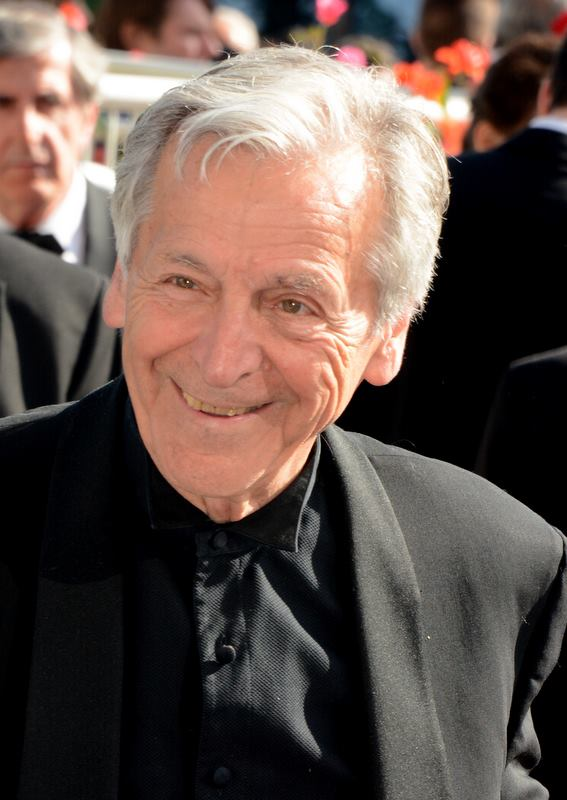
Der Regisseur Constantin Costa-Gavras stellte in seinem mit dem Oscars für das beste adaptierte Drehbuch ausgezeichneten Spielfilm Vermisst das „Verschwinden“ des von den chilenischen Putschisten ermordeten US-Journalisten Charles Horman dar.

Die Thematik der Desaparecidos wurde in einer Vielzahl von künstlerischen Werken behandelt. Für einen Gesamtüberblick, siehe Darstellung im Artikel Prozess der Nationalen Reorganisation. Dabei schlägt vor allem südamerikanischen Filmemachern bis heute Kritik aus konservativen Kreisen entgegen, die etwa die Gewaltdarstellungen bei Folterszenen als übertrieben kritisieren. Dieser Kritik wird regelmäßig mit dem Argument begegnet, dass die Filme nur ein Abbild der detailliert bezeugten Realität dieser Zeit seien.

#### Andere Länder

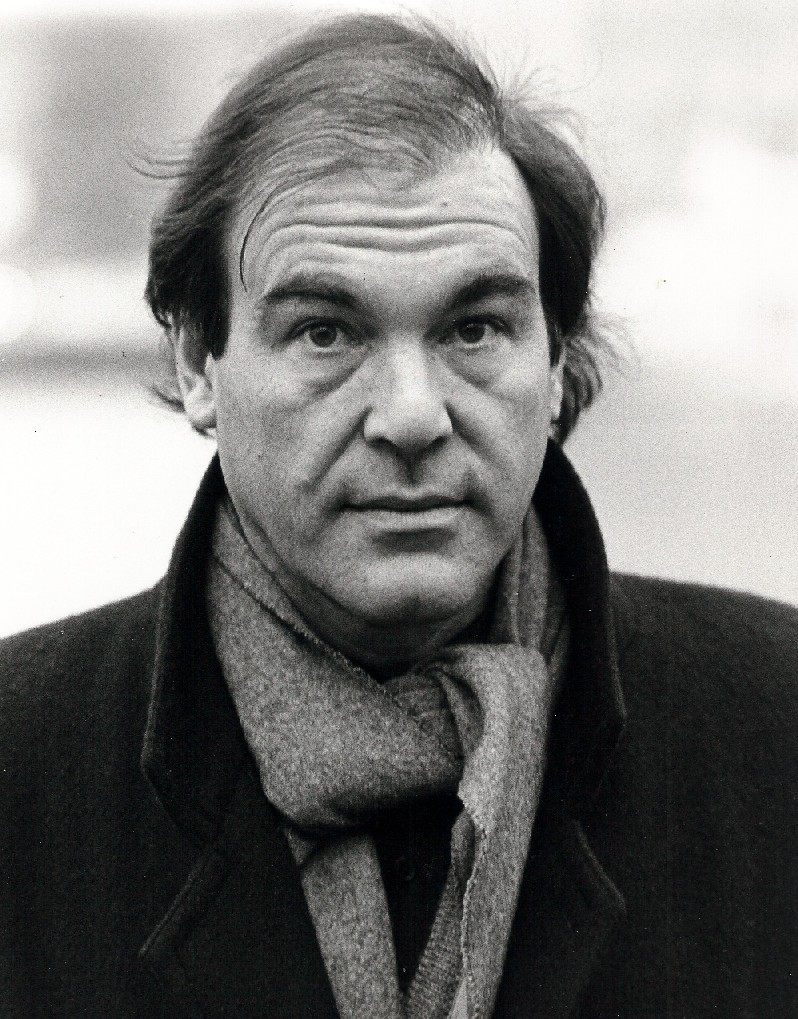
Oliver Stones an wahre Begebenheiten angelehnter Film Salvador kritisierte massiv die Rolle der Reagan-Regierung bei den Menschenrechtsverletzungen in Zentralamerika.